# Cisheteronormativita
Cisheteronormativita (nebo odděleně heteronormativita a cisnormativita) je termín vyjadřující přesvědčení, že jen heterosexualita je normální sexuální orientace a že každé pohlaví má v životě své přirozené role v rámci genderové binarity, které jsou inherentní a neměnné. Často je spojená s homofobií, bifobií, transfobií a sociální nerovností.

## Původ termínu
Původ termínu se datuje do roku 1991, kdy jej použil Michael Warner v jedné ze všeobecně prvních prací o queer teorii. Samotné kořeny konceptu pak sahají k pracím Gayle Rubin, která zmiňuje „pohlavní/genderový systém“, a teoriím o kompulzivní heterosexualitě feministky Adrienne Rich.
V sérii článků z roku 2003 volal Samuel A. Chambers po chápání heteronormativity jakožto konceptu zahrnujícího očekávání, požadavky a omezení vytvořených, když je heterosexualita vzata jako společenská norma. Heteronormativita je podle něj ve společnosti opakovaně recyklována systémem, společenskými institucemi a mj. i neviditelností a nízkým zastoupením LGBTQ identit a hlasů v médiích. Přestože původně sloužila „heteronormativita“ k popisu norem namířených proti neheterosexuálům, později bylo její chápání všeobecně rozšířeno i na cisnormativní normy, které jsou namířené proti trans, nebinárním a intersex lidem.

## Kritika
Kritici a kritičky těchto postojů, jako Cathy J. Cohen, Michael Warner a Lauren Berlant, argumentují, že cis- a heteronormativita jsou nejenže ofenzivní, ale především vytváří sociální stigmata a marginalizuje všechny jiné než většinové formy sexuality a genderu. Lidem s těmito menšinovými formami sexuality nebo genderu pak v důsledku toho znesnadňuje sebevyjádření a sebepřijetí, když jejich identita nezapadá do normy. To se týká leseb, gayů, bisexuálních, transgender, intersex a všeobecně queer osob (LGBTQ). Podle kritiků heteronormativní kultura „upřednostňuje heterosexualitu jako normální či přirozenou“ a podporuje prostředí, kde jsou LGBTQ lidé oběťmi předsudků, stereotypů, diskriminace a útlaku.